# Jean Ferrière
Pour les articles homonymes, voir Ferrière.
Jean Ferrière (dit Colck), seigneur de Gassies, à Monadey, né le 10 février 1741 à Bordeaux, où il est mort le 11 février 1813, est maire de Bordeaux sous la Convention, de 1794 à 1797.

## Biographie
Fils aîné de Jean Ferrière, bourgeois de Bordeaux et de Marie Colck, d'origine hollandaise, il naît à Bordeaux le 10 décembre 1741. Devenu propriétaire de la maison de commerce Colck, il ajoute à son nom celui de sa mère. Les listes officielles des Maires de Bordeaux mentionnent le nom de Ferrière-Colck, bien que son véritable état civil soit Ferrière. Sa mère catholique, meurt quelques jours après sa naissance. Son père, protestant, le fait cependant baptiser et élever dans la religion de sa mère, d'où son surnom de "Jean le catholique". Ses frères, nés d'un second mariage, ainsi que ses cousins resteront tous fidèles à la foi réformée.
En 1765, bien que n'ayant pas encore 25 ans, il reçoit, grâce à une dispense d'âge signée par la Roi Louis XV, la charge de Conseiller du Roi et de Contrôleur ordinaire des guerres. En 1767, il épouse Marie O'Quin, fille de Jean-Valentin O'Quin, écuyer, directeur du commerce de Guyenne en 1742 et Jurat de Bordeaux de 1757 à 1761.
En 1769, Jean Ferrière exerce les fonctions de directeur du commerce de la maison Colck, puis devient par élection, juge consulaire de la Bourse en 1772 et Premier consul en 1773. Il reçoit ses lettres de bourgeoisie en 1777. Cette même année, il est élu Jurat de Bordeaux au titre de représentant des négociants. En 1790, il fait partie des Grands Électeurs, en 1792 et 1793 il devient administrateur du département et figure parmi les notables de la ville.
Il possède également les titres d'Écuyer[réf. nécessaire], de seigneur de Gassies et de Monadey, de colonel du régiment de la milice, de membre de l'Académie des beaux-arts et de directeur de la Chambre de Commerce.
Le 3 avril 1790, Joseph de Fumel étant Maire de Bordeaux, il accède à la fonction de premier officier municipal. Joseph de Fumel sera  guillotiné à Bordeaux le 27 juillet 1793.
Emprisonné durant la Terreur en 1794, il passe en jugement devant la commission militaire. Il sera remis en liberté le jour même, attendu que "jamais, dans aucune de ses lettres il ne s'est montré l'ennemi de la Révolution et qu'il a au contraire depuis 1789, sacrifié son temps pour la chose publique". Présenté "comme un des plus honnêtes hommes de tout Bordeaux", il est élu maire de Bordeaux de 1794 à 1797.
Le maire doit surveiller les mouvements de foule tout en réfrénant les élans des contre-révolutionnaires. À Paris, le Directoire légifère sur le sort des communes et dote les grandes villes de plusieurs maires. Pour assurer la sécurité de la ville, le Directoire maintient Jean Ferrière-Colck dans ses fonctions. Il préside le 8 prairial an IV (27 mai 1796) la dernière séance du conseil unique avant la mise en place de nouvelles institutions. Il doit démissionner le 16 germinal an V (5 avril 1797), mais il reste administrateur de la section de Bordeaux-Nord. 
Il décédera en 1813 et sera inhumé dans la commune de Bruges où se trouve son ancienne propriété de Gassies.